# 清川村
清川村（きよかわむら）は、神奈川県の北部に位置し、愛甲郡に属する村。
神奈川県唯一の村である。人口は約2,900人で、県内自治体で最も人口が少ない。村内全域が丹沢大山国定公園または県立丹沢大山自然公園に指定されており、全国水の郷百選にも選ばれている（水の郷百選：水と緑の心の源流郷 きよかわ）。

## 地理
村域は上向きの三角形に近い形をしており、おおむね北部が宮ヶ瀬地区（旧・宮ヶ瀬村）に、南部が煤ヶ谷地区（旧・煤ヶ谷村）に分かれている。
煤ヶ谷地区には村役場や生涯学習センター「せせらぎ館」などの公共施設が集中しているほか、道の駅清川がある。
宮ヶ瀬地区には関東屈指の貯水量を誇る宮ヶ瀬ダムが存在し、ダム造成に伴って生まれた宮ヶ瀬湖（ダム湖）が広がる。
宮ヶ瀬ダム建設によりその大部分が水没した宮ヶ瀬地区の住民の多くは、代替地として同村が隣接する厚木市に整備した宮の里地区に移住している（宮の里は、宮ヶ瀬の民の里という意味合いを込めて命名された）。なお隣接する同郡愛川町とは合併構想もあった。
- 山: 新大日、塔ノ岳、丹沢山、丹沢三峰、大山三峰山、仏果山、高取山、辺室山など
- 河川: 中津川、唐沢川、本谷川、塩水川、谷太郎川、小鮎川

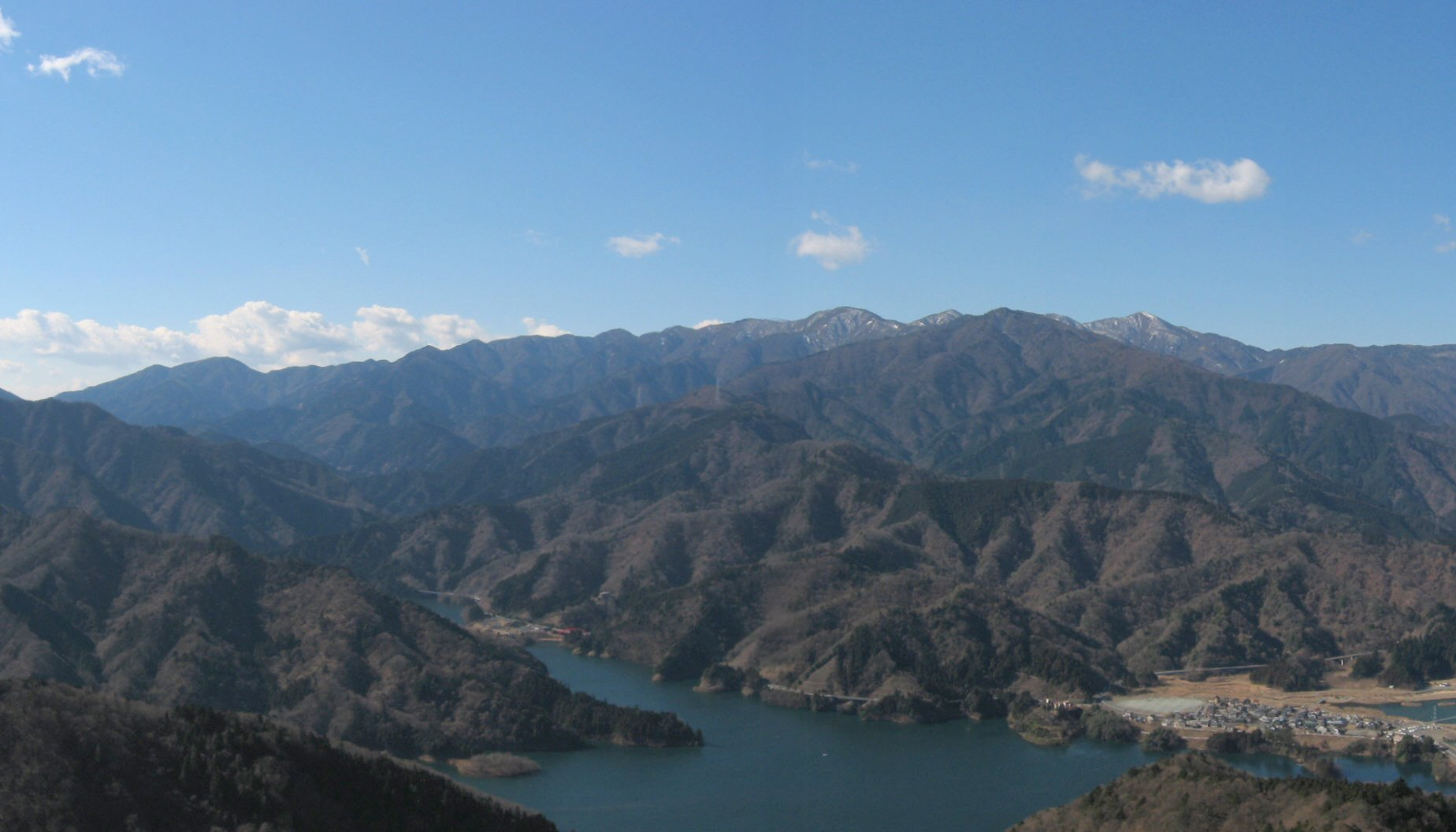
村の大部分が丹沢山地にあたる

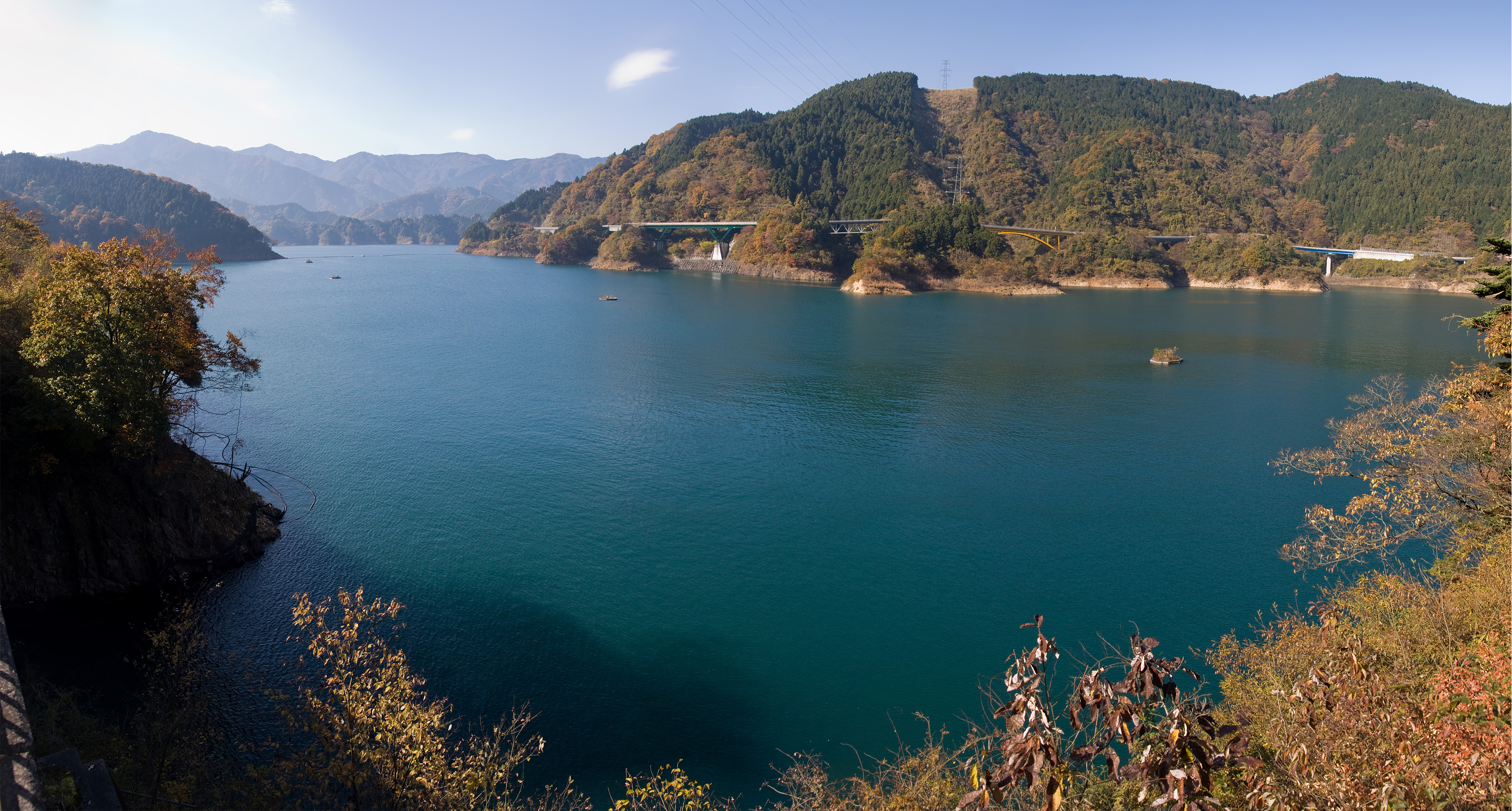
宮ヶ瀬ダム建設によって誕生した宮ヶ瀬湖

- 湖沼: 宮ヶ瀬湖（ダム湖）

## 沿革
- 1873年（明治6年） - 小学校が開校する（崇立館第四小学校（現：緑小学校）、崇立館第五小学校（現：宮ヶ瀬小学校））。
- 1884年（明治17年） - 煤ヶ谷村と宮ヶ瀬村の両村により連合戸長役場が設置される。
- 1889年（明治22年） - 町村制施行により、煤ヶ谷村外一ヶ村組合となる。
- 1926年（大正15年・昭和元年） - 乗合バスが運行を開始する。
- 1956年（昭和31年）9月30日 - 煤ヶ谷村と宮ヶ瀬村が合併し清川村となる。（合併時の人口：3,158人）
- 1957年（昭和32年） - 清川村役場庁舎が完成する。
- 1961年（昭和36年） - 県立煤ヶ谷診療所が開設される。
- 1964年（昭和39年） - 簡易水道事業を開始する。
- 1969年（昭和44年）
  - 建設省（現：国土交通省）が宮ヶ瀬ダム建設計画を発表する。
  - 宮ヶ瀬診療所を開設する。
  - 清川幼稚園を開設する。
- 1971年（昭和46年）
  - 学校給食センターが完成する。
  - ごみ収集処理事業を開始する。
- 1973年（昭和48年） - 清川村民憲章を制定する。
- 1976年（昭和51年） - 清川村開発公社により、清水ヶ丘団地が完成し分譲を開始する。
- 1981年（昭和56年） - 宮ヶ瀬ダム損失補償基準の調印式が行われる。
- 1982年（昭和57年） - 清川村役場新庁舎および住民センターが完成する。
- 1984年（昭和59年） - 防災行政無線が完成する。
- 1985年（昭和60年） - 宮ヶ瀬地区住民センターおよび清川村運動公園が完成する。
- 1986年（昭和61年） - 宮ヶ瀬ダムの建設に伴い、宮ヶ瀬小学校と宮ヶ瀬中学校の新校舎が竣工する。
- 1990年（平成2年） - 「緑と文化の交流レクリエーションゾーン構想」を策定する。
- 1994年（平成6年） - 2013年（平成25年）度を目標とする「新清川村総合計画」がスタートする。
- 1995年（平成7年） - 清川村ふれあいセンターが完成する。
- 1997年（平成9年）
  - 清川村下水浄化センターが供用を開始する。
  - 村立金沢キャンプ場および清川村交流促進センター「清流の館」が竣工する。
- 1998年（平成10年） - 宮ヶ瀬ダム試験湛水により宮ヶ瀬湖が誕生。
- 2000年（平成12年）
  - 清川村Webサイトを開設する。
  - 宮ヶ瀬ダム完成（運用開始は翌年）。
- 2001年（平成13年） - 清川村保健福祉センター「やまびこ館」が完成する。
- 2003年（平成15年） - 村営バス「ゆめバス」が運行を開始する。
- 2005年（平成17年） - 清川村保健福祉センター「ひまわり館」が完成する。
- 2010年（平成22年） - 宮ヶ瀬レイクサイドエフエム開局。
- 2011年（平成23年） - 村内初の保育所が完成する。

## 人口
2942人(男1516人、女1426人) 1273世帯

2019年11月30日住民基本台帳より
| |                                        |  |
| 清川村と全国の年齢別人口分布（2005年） | 清川村の年齢・男女別人口分布（2005年） |  |
| ■紫色 ― 清川村 ■緑色 ― 日本全国 | ■青色 ― 男性 ■赤色 ― 女性              |  |
| 清川村（に相当する地域）の人口の推移 \| 1970年（昭和45年） \| 2,757人 \| \| \| 1975年（昭和50年） \| 2,895人 \| \| \| 1980年（昭和55年） \| 3,539人 \| \| \| 1985年（昭和60年） \| 2,892人 \| \| \| 1990年（平成2年） \| 3,549人 \| \| \| 1995年（平成7年） \| 3,478人 \| \| \| 2000年（平成12年） \| 3,482人 \| \| \| 2005年（平成17年） \| 3,507人 \| \| \| 2010年（平成22年） \| 3,459人 \| \| \| 2015年（平成27年） \| 3,214人 \| \| \| 2020年（令和2年） \| 3,038人 \| \| |                                        |  |
| 総務省統計局 国勢調査より |                                        |  |
| 1970年（昭和45年） | 2,757人                                |  |
| 1975年（昭和50年） | 2,895人                                |  |
| 1980年（昭和55年） | 3,539人                                |  |
| 1985年（昭和60年） | 2,892人                                |  |
| 1990年（平成2年） | 3,549人                                |  |
| 1995年（平成7年） | 3,478人                                |  |
| 2000年（平成12年） | 3,482人                                |  |
| 2005年（平成17年） | 3,507人                                |  |
| 2010年（平成22年） | 3,459人                                |  |
| 2015年（平成27年） | 3,214人                                |  |
| 2020年（令和2年） | 3,038人                                |  |

## 行政

### 首長
過去の村長選挙では、接戦のあまり村内にさまざまな遺恨を残してきた。1967年6月25日に行われた村長選挙では、当初、清川村選挙管理委員会が2票差でA候補を当選とする結果が出したが、B候補が異議申し立てを行いA候補者の当選を取消して同数との採決を出した。村内は混乱し、村選挙管理委員に圧力や家族に嫌がらせが行われた結果、委員2人が自殺。事態を重く見た横浜法務局人権擁護課と神奈川県人権擁護委員会連合会が合同で人権侵害に関する調査に乗り出し、連合会が村内の有権者（当時1772人）に警告を出すこととなった。選挙結果については、同年8月30日、神奈川県選挙管理委員会が村選挙委員会の採決を取消し、改めてB候補が3票差で当選とする採決を出した。
「怨念選挙」といわれた1987年の村長選以来、無投票当選が続いたが、2007年2月選挙で複数の立候補者があり、選挙戦の結果、大矢明夫が当選した。2011年・2015年はいずれも無投票当選であった。なお、大矢は3期目の任期満了を前にした2019年1月9日に村長在職のまま死去した。その後2019年2月17日に行われた、大矢明夫村長の死去に伴う選挙において元村教育長の岩澤吉美が、無投票選挙により当選した。
- 村長：岩澤吉美

### 村組織
- 総務課
- 政策推進課
- 税務住民課
- 保健福祉課
- 産業観光課
- まちづくり課

### 村議会[4]
- 議員定数：8人　　議長は細野賢一。[5]

任期は平成29年5月1日～令和3年4月30日。令和3年4月18日に村議会議員選挙が実施される。
　次回の議会より定数が10人から8人に変更された。

### 消防
神奈川県の市町村で唯一、常備消防が設置されておらず、2010年消防OBらによる消防団が設けられていたが、2016年4月1日、厚木市消防本部への消防業務委託により清川分署が開設された。

### 警察
- 厚木警察署
  - 煤ヶ谷駐在所
  - 宮ヶ瀬駐在所

## 経済
- 村内のコンビニエンスストアは、煤ヶ谷地区のセブン-イレブン神奈川清川店が唯一であったが、2016年10月31日15時をもって閉店。これにより同年11月より、清川村内は食品等を扱う常設店舗が皆無となった。これに関連して、村はクリエイトエス・ディーとの包括連携協定を締結した[6]。協定に基づき「クリエイト」の店舗を道の駅清川に隣接する形で2018年3月16日に開店した[7]。

### 産業
- 養豚[8]
- 農業（茶など）
- 林業

#### 郵便局
- 02274 煤ヶ谷郵便局 - 1938年（昭和13年）5月6日開設、風景印配備局
  - 集配業務は厚木北郵便局が行う。ただし、丹沢山札掛は秦野市の秦野郵便局が担当。
- 02701 宮ヶ瀬簡易郵便局 - 1950年（昭和25年）9月11日開設。1983年（昭和58年）12月19日、厚木市へ移転、厚木宮の里簡易郵便局へ改称。

## 地域

### 教育
小学校
- 清川村立緑小学校
- 清川村立宮ヶ瀬小学校

中学校
- 清川村立緑中学校
- 清川村立宮ヶ瀬中学校

### 隣接している自治体・行政区
- 相模原市（緑区）
- 厚木市
- 秦野市
- 愛甲郡愛川町
- 足柄上郡山北町

## 交通

### 鉄道
村内を鉄道路線は通っていない。鉄道を利用する場合の最寄り駅は、厚木市の小田急小田原線本厚木駅。

### バス路線
- 神奈川中央交通
  - 本厚木駅 - 上煤ヶ谷 - 宮ヶ瀬

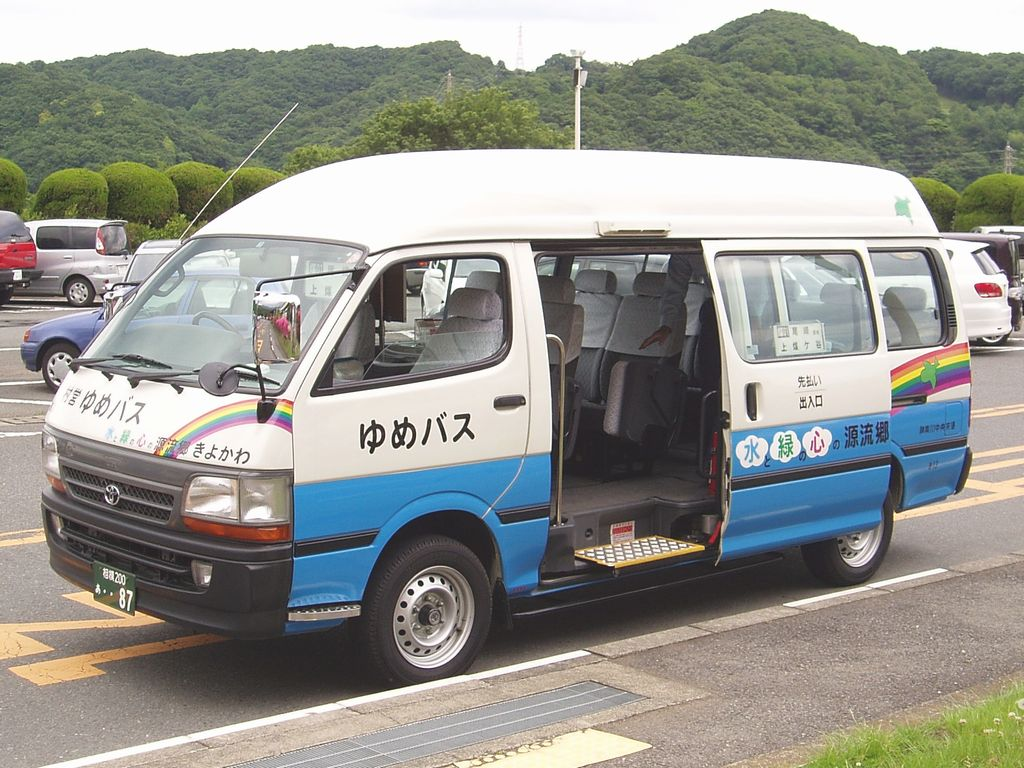
村営バス「ゆめバス」で使用されていた車両

    - 厚19：本厚木駅 - 市立病院前 - 戸室 - 千頭 - 光福寺 - 上飯山 - 尾崎 - 清川村役場前 - 上煤ヶ谷
    - 厚20：本厚木駅 - 市立病院前 - 戸室 - 千頭 - 光福寺 - 上飯山 - 尾崎 - 清川村役場前 - 上煤ヶ谷 - 土山峠 - 仏果山登山口 - 宮ヶ瀬
    - 厚21：本厚木駅 → 厚木東町 → 市立病院前 → 戸室 → 千頭 → 光福寺 → 上飯山 → 尾崎 → 清川村役場前 → 上煤ヶ谷 → 土山峠 → 仏果山登山口 → 宮ヶ瀬（平日・休日運休）
    - 厚22：本厚木駅 - 合同庁舎前 - 戸室 - 千頭 - 光福寺 - 上飯山 - 尾崎 - 清川村役場前 - 上煤ヶ谷
    - 厚22：本厚木駅 → 合同庁舎前 → 戸室 → 千頭 → 光福寺 → 宮の里 → 上飯山 → 尾崎 → 清川村役場前 → 上煤ヶ谷（深夜バス）（土曜・休日運休）

かつては村営バス「ゆめバス」が、上煤ヶ谷 - 尾崎 - 神奈川リハビリ - 森の里中学校間に運行されていたが、廃止されている。神奈川中央交通厚木営業所に運行委託していた。

### 道路

#### 県道

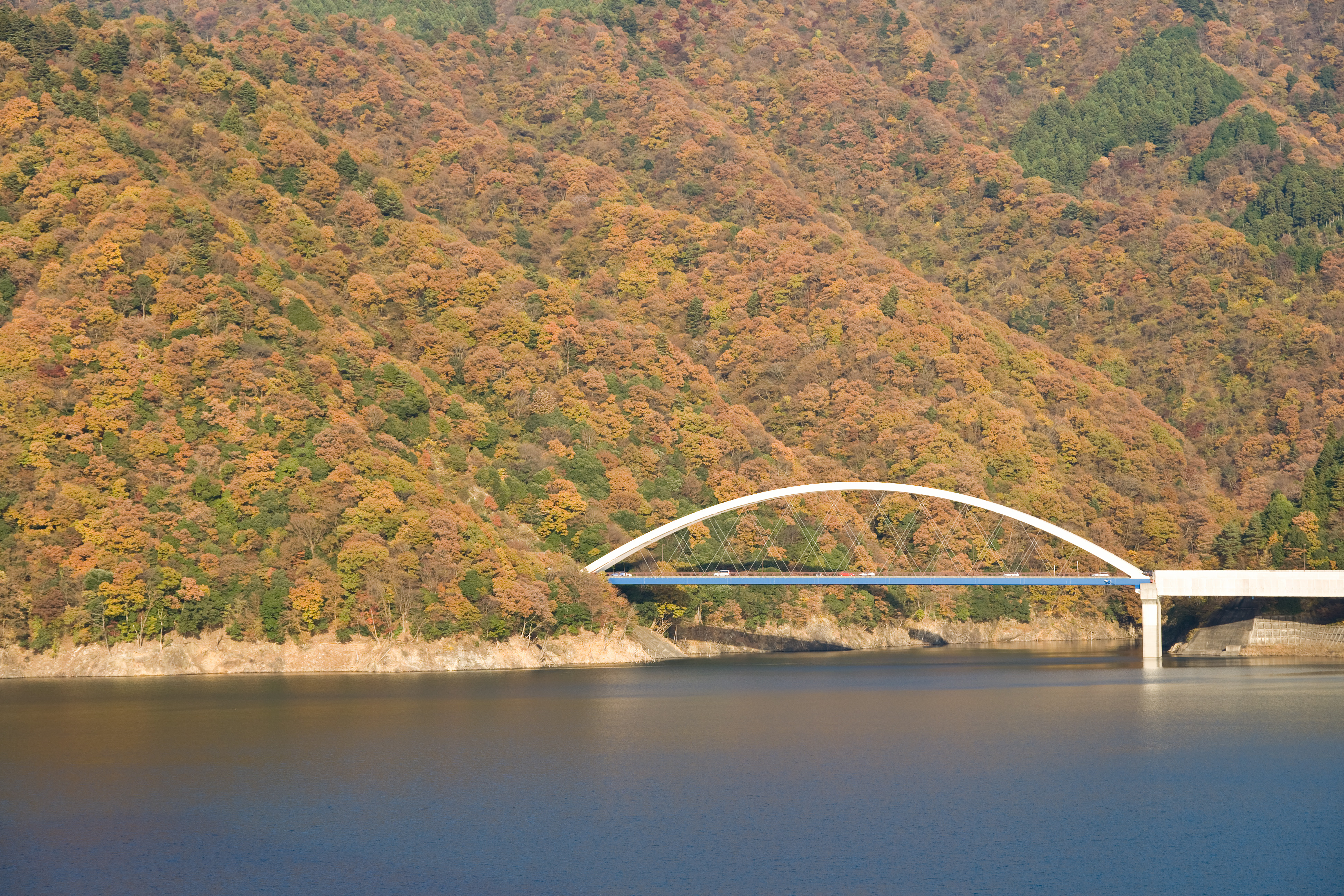
神奈川県道64号線の大棚沢橋

- 神奈川県道60号厚木津久井線
- 神奈川県道64号伊勢原津久井線
- 神奈川県道70号秦野清川線
- 神奈川県道514号宮ヶ瀬愛川線

#### 村道
- 清川村道土山高畑線（未成）

#### 林道
- 谷太郎林道
- 法論堂林道（おろんどりんどう）
- 唐沢林道
- 金沢林道
- 塩水林道
- 本谷林道
- 境沢林道
- 早戸川林道

## 名所・旧跡・観光スポット・祭事・催事
- キャンプ場
  - 唐沢キャンプ場
  - 国際一ノ瀬キャンプ場
  - 長者屋敷キャンプ場
  - 金沢キャンプ場
  - リッチランド
  - 清川リバーランド
  - 清川自然の村
  - 別所別所森のコテージ 花の木
- 宮ヶ瀬湖 水の郷交流館
- 別所の湯（清川村ふれあいセンター）
- 道の駅清川
- 青龍祭（8月）

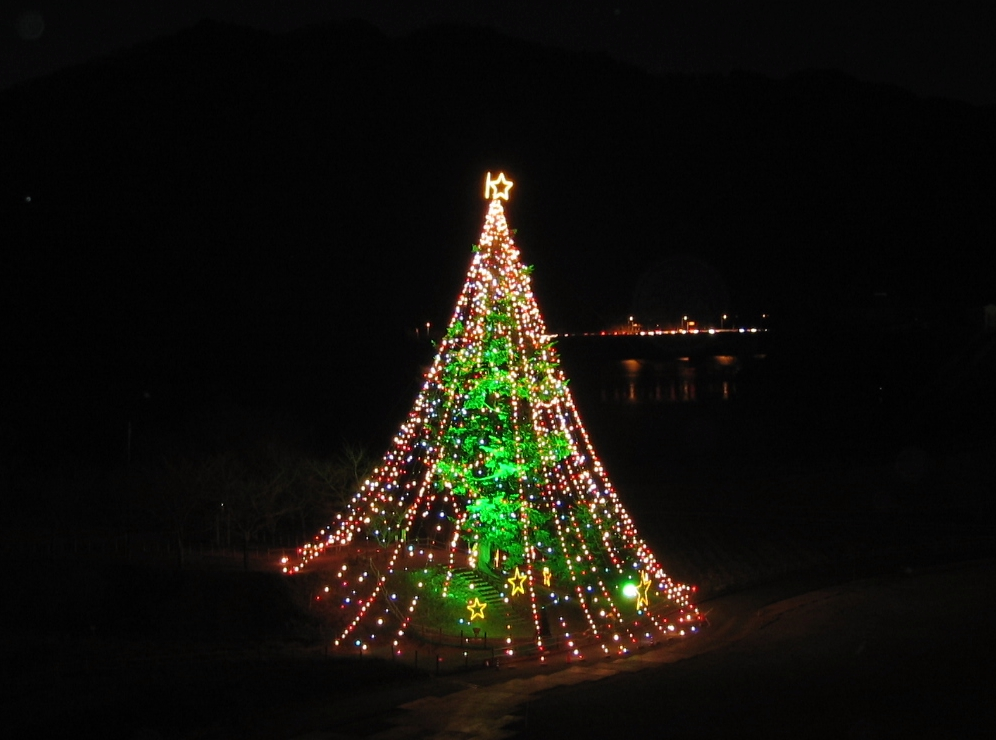
宮ヶ瀬湖クリスマスツリー

  - 地域住民総出で巨大な青龍を作り村内をパレードする村の一大行事。雨乞いの儀式として伝承されている。
- 清川やまびこマラソン大会（11月）
  - 第20回からハーフマラソンが導入された。
- 宮ケ瀬クリスマスみんなのつどい（12月の第1土曜日から25日まで）
  - 高さ約30メートルの日本最大級のクリスマスツリーで知られる。
- 宮ケ瀬バレンタインウィーク

## 出身有名人
- 多村仁志（元プロ野球選手、野球解説者、eスポーツ解説者。横浜ベイスターズ → 福岡ソフトバンクホークス→横浜DeNAベイスターズ外野手）宮ヶ瀬出身。宮ヶ瀬ダム建設に伴い厚木市へ移住。
- 大久保秀昭（元プロ野球選手、アマチュア野球指導者。ENEOS野球部監督。元：近鉄バファローズ捕手、慶應義塾大学野球部監督）
- 沼田頼輔（紋章学者、歴史学者)